# وشسولوو
وشسولوو (به چکی: Všesulov) یک منطقهٔ مسکونی در جمهوری چک است که در شهرستان راکوونیک واقع شده‌است.